# Sammy Kirop Kitwara

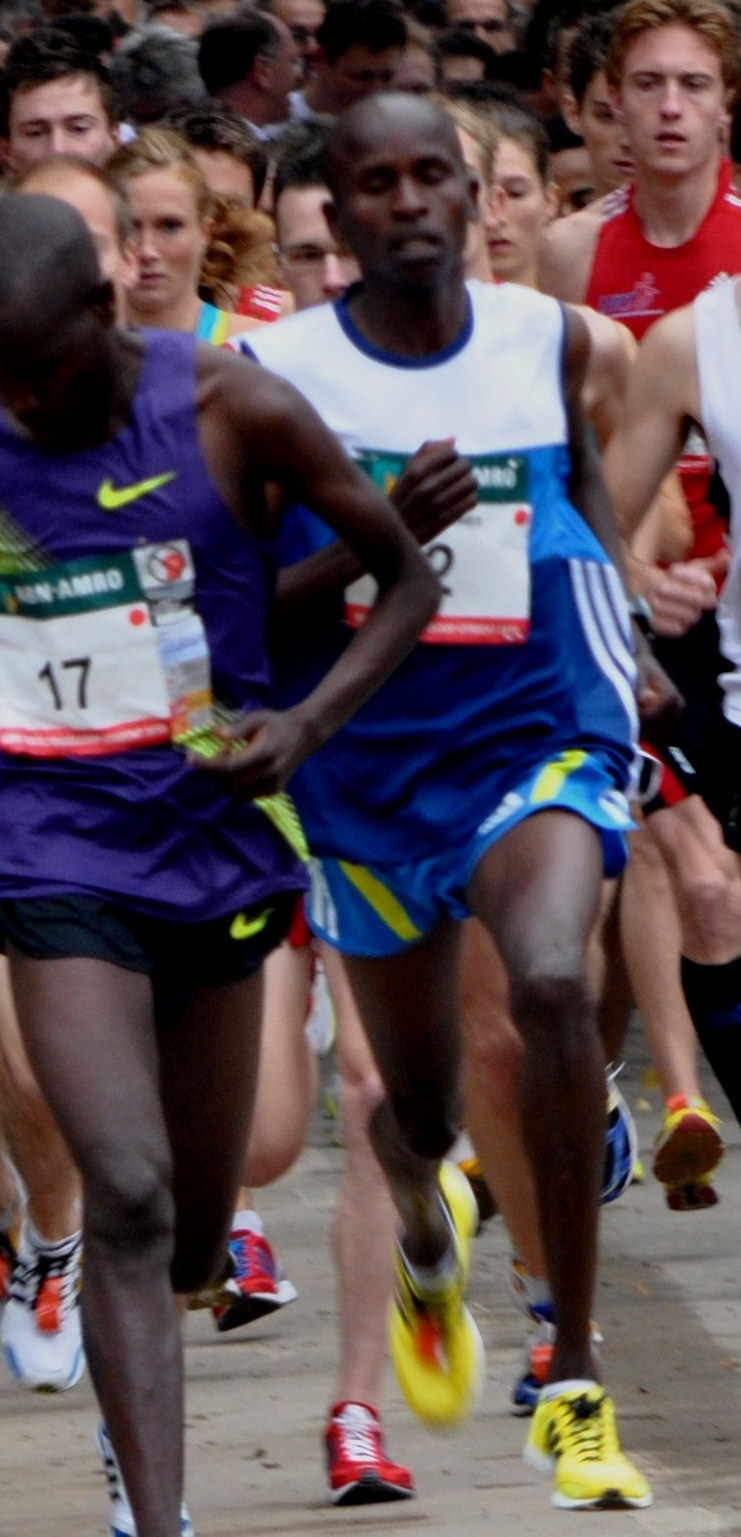
Kitwara (Mitte mit Startnummer 2) im Jahr 2011

Sammy Kirop Kitwara (* 26. November 1986 in Marakwet) ist ein kenianischer Langstreckenläufer.

## Leben
2007 wurde er Dritter bei den kenianischen Meisterschaften im 10.000-Meter-Lauf. 2008 siegte er bei den kenianischen Polizeimeisterschaften im 10.000-Meter-Lauf, verpasste aber als Fünfter des kenianischen Ausscheidungsrennens über 10.000 Meter die Qualifikation für die Olympischen Spiele in Peking. Im Herbst siegte er beim Dam tot Damloop über 10 englische Meilen und beim Singelloop Utrecht. 2008 lief er persönliche Bestzeit über 15 Kilometer und wurde Dritter beim Montferland-Run hinter den beiden Äthiopiern Dereje Tesfaye und Betona Sahle Warga.
2009 verbesserte er beim World’s Best 10K den Streckenrekord um 18 Sekunden auf 27:26 min. Zwei Wochen später schlug er Haile Gebrselassie beim CPC Loop Den Haag und siegte in persönlicher Halbmarathonbestzeit von 59:47 min. Im Mai verbesserte er bei der traditionsreichen Laufveranstaltung Bay to Breakers über 12 km mit 33:31 min den 16 Jahre alten Streckenrekord.
Bei den kenianischen Meisterschaften im Juni siegte er über 10.000 Meter in 27:44,46 min und qualifizierte sich damit für die Weltmeisterschaften in Berlin. Im Juli strich ihn der kenianische Leichtathletik-Verband jedoch überraschend aus dem Weltmeisterschaftskader. Durch seinen Start beim Peachtree Road Race in Atlanta soll Kitwara gegen Vorgaben des Verbands verstoßen haben. Im September 2009 siegte Kitwara beim Rotterdam-Halbmarathon in einer Zeit von 58:58 min. Er ist damit der sechstschnellste Läufer überhaupt über diese Distanz (Stand: Juli 2017) und der sechste Mensch in der Geschichte, der die Halbmarathondistanz unter 59 Minuten zurücklegte. Bei den Halbmarathon-Weltmeisterschaften in Birmingham wurde er Zehnter.
2010 wurde er Zweiter beim Lissabon-Halbmarathon, verteidigte er seinen Titel beim Bay to Breakers und wurde Zweiter beim Singelloop Utrecht. Bei den Halbmarathon-Weltmeisterschaften in Nanning gewann er Bronze in der Einzelwertung und zusammen mit der kenianischen Mannschaft Gold. 2011 siegte er zum zweiten Mal beim World’s Best 10K. Beim Philadelphia-Halbmarathon wurde er in persönlicher Bestzeit Zweiter, knapp geschlagen von seinem Landsmann Mathew Kipkoech Kisorio.
2012 siegte Kitwara beim 10-km-Straßenlauf in San Juan. Beim Chicago-Marathon belegte er im Oktober den 4. Platz. Im Jahr 2013 konnte er die 10 Kilometer von San Juan erneut für sich entscheiden und wurde hinter seine Landsleuten Dennis Kimetto und Emanuel Mutai Dritter beim Chicago-Marathon. Im Jahr darauf siegte er über 10 Kilometer in Tao Baja / Puerto Rico. Auch den Halbmarathon von Luanda entschied er für sich. Beim Tokio-Marathon wurde er Dritter und beim Chicago-Marathon Zweiter hinter Eliud Kipchoge und vor Dickson Chumba sowie Kenenisa Bekele.
Im Jahr 2015 siegte er erneut beim Halbmarathon in Luanda und beim 10-km-Straßenlauf in San Juan. Beim London-Marathon belegte er Platz 6 und wurde wieder Zweiter beim Chicago-Marathon. 2016 siegte er im Halbmarathon in Lissabon, wurde Zweiter beim Amsterdam-Marathon und gewann den Taipei International Marathon. Im Jahr darauf gewann er den Valencia-Marathon vor Evans Chebet und Deribe Robi Melka.
Sammy Kirop Kitwara ist 1,75 m groß und wiegt 51 kg. Sein Trainer ist der dreifache Hindernislaufweltmeister und ehemalige Weltrekordhalter Moses Kiptanui. Ehemals wurde er auch von Volker Wagner trainiert und gemanagt.

## Dopingsperre
Anfang 2020 gab die Unabhängige Athletenkommission (AIU) des Leichtathletik-Weltverbandes bekannt, dass Kitwara, der im März 2019 beim Marathon in Seoul positiv auf Terbutalin getestet worden war, eine 16-monatige Sperre erhielt. Die Sperre gilt bis zum 16. Juli 2020.

## Bestleistungen
- 5000 m: 13:34,0 min, 7. Juni 2008, Nairobi
- 10.000 m: 27:44,46 min, 27. Juni 2009, Nairobi
- 10-km-Straßenlauf: 27:11 min, 26. September 2010, Utrecht
- 15-km-Straßenlauf: 43:42 min, 7. Dezember 2008, s’Heerenberg
- Halbmarathon: 58:48 min, 18. September 2011, Philadelphia
- Marathon: 2:04:28 h, 12. Oktober 2014, Chicago